# Cắt nhỏ bụng trắng

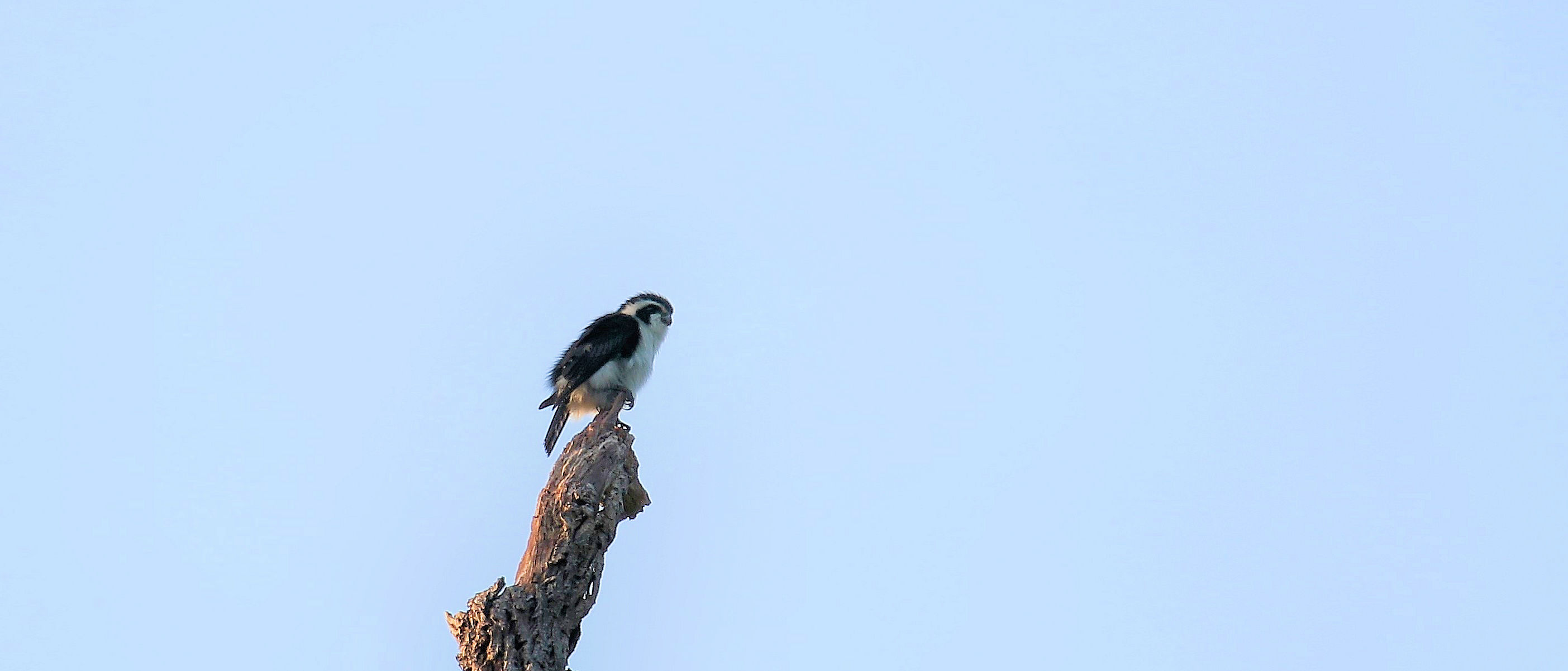
Cắt nhỏ bụng trắng

Cắt nhỏ bụng trắng (Microhierax melanoleucos) là một loài chim trong họ Falconidae. Loài này được tìm thấy tại Bangladesh, Bhutan, Trung Quốc, Hồng Kông, Ấn Độ, Lào, và Việt Nam.